# Royale Jeunesse arlonaise
Maillots
Dernière mise à jour : 8 novembre 2011.
La Royale Jeunesse arlonaise est un ancien club de football belge, fondé en 1918, qui portait le matricule 143. Ce club a été le premier de la province de Luxembourg à atteindre les séries nationales. C'était en 1924, en Promotion équivalent de l'actuelle Division 2. L'expérience ne dure qu'une saison. Le club revient à plusieurs reprises en nationales, y disputant 48 saisons, et établit un record du genre en en étant relégué à douze reprises. 
En 2009–2010, las, les dirigeants annoncent l'arrêt des activités de la RJA au terme de la saison. Finalement, le « vieux » club fusionne avec son « jeune » voisin du FC Le Lorrain Arlon, créé en 1972, pour former le Football Club Jeunesse lorraine arlonaise. Le club fusionné conserve le matricule 7763 du Lorrain.

## Histoire

### Fondation
En 1906, un premier club est fondé dans la ville d'Arlon, le Racing Club d'Arlon. Il s'affilie à l'UBSSA en 1911, et est versé dans les séries régionales luxembourgeoises. Il arrête ses activités en 1914 à l'aube de la Première Guerre mondiale. À la fin du conflit, un autre club est fondé dans la ville, la Jeunesse arlonaise. Cette association est dans un premier temps dédiée à l'organisation de manifestations patriotiques et de célébrations de la victoire sur l'Allemagne, et ne s'intéresse au sport que dans un second temps. En 1919, d'anciens joueurs tentent de relancer le Racing Club d'Arlon, mais ils n'y parviennent pas, et plusieurs d'entre eux rejoignent alors la Jeunesse.

### Débuts en nationales
La Jeunesse arlonaise s'affilie à l'Union belge en 1921, et est versée dans les séries régionales. Trois ans plus tard, il est le premier club de la province de Luxembourg à rejoindre les séries nationales. Il passe la saison 1924-1925 en Promotion, alors second niveau national, mais en est relégué directement. Il revient en Promotion en 1926, mais cette fois il est devenu le troisième niveau national. En décembre de la même année, le club reçoit le matricule 143, le « plus petit » de la province de Luxembourg. Cette fois, le club y passe trois saisons, mais il est renvoyé vers les séries régionales en 1929. Il revient un an plus tard et effectue un nouveau passage de trois ans en Promotion, jusqu'en 1933.
Le club remonte à nouveau en Promotion un an plus tard, mais cette fois il y obtient de meilleurs résultats et ne lutte plus systématiquement contre la relégation. Il termine troisième en 1936, à seulement un point des deux premiers, l'Union hutoise et Namur Sports, et deuxième l'année suivante à deux points du Sporting de Charleroi. Il termine par la suite en milieu de classement lors des trois saisons qui suivent, mais à nouveau relégué en 1943.
À la fin de la Seconde Guerre mondiale, l'URBSFA décide d'annuler toutes les relégations subies pendant le conflit, et la Jeunesse peut réintégrer la Promotion en 1945. Le club y dispute trois nouvelles saisons avant de quitter une nouvelle fois les divisions nationales en 1948. Un an plus tard, le club revient en Promotion, mais est relégué après une seule saison. Durant l'année 1951, le club est reconnu « Société royale » et change son appellation officielle en Royale Jeunesse arlonaise. Cet événement est ponctué par une nouvelle montée en Promotion, la huitième en trente ans pour le club.

### 21 saisons en nationales
La Fédération ayant décidé d'une grande réforme du football national en 1952, par la réduction du nombre de séries aux deuxième et troisième niveaux, et la création d'un quatrième niveau national, plus de la moitié des clubs de Promotion sont relégués en fin de saison 1951-1952 vers le nouveau quatrième niveau hiérarchique, qui hérite également du nom de Promotion. C'est le cas de la RJA, qui termine huitième cette saison-là et doit reculer d'un échelon. Le club loupe la remontée directe pour un point derrière La Forestoise. Il termine dans la seconde moitié du classement les deux saisons suivantes, et finalement, en 1956, il remporte le titre dans sa série et est promu en Division 3. C'est le premier et unique titre de l'histoire de la RJA dans les divisions nationales.
Le club obtient une septième place pour sa première saison en Division 3, et termine les saisons suivantes dans la seconde partie du classement, sans être réellement menacé pour son maintien. La saison 1962-1963 est par contre beaucoup moins bonne pour le club, qui termine avant-dernier dans sa série et est relégué en Promotion après sept saisons passées en Division 3. Il ne reviendra plus jamais à ce niveau. Après la relégation, le club ne parvient pas à lutter avec les meilleurs pour le titre, et doit se contenter de places dans le milieu de classement, oscillant entre la sixième et la dixième position. Finalement, le club termine quatorzième en 1972 et est renvoyé vers la première provinciale luxembourgeoise, après 21 saisons de présence ininterrompue dans les séries nationales, la plus longue série de son Histoire.

### Le club redevient un "club ascenseur"
Le club ne traîne pas en provinciales et remonte après une saison. Il parvient à se maintenir trois ans en nationales avant une nouvelle chute en 1975. Cette fois, le club doit attendre trois ans avant de remonter en Promotion. De retour pour une saison en 1978-1979, il y croise un autre club arlonais, le FC Le Lorrain Arlon, fondé en 1972 et promu en Promotion un an plus tôt. La Jeunesse termine à la dernière place et doit redescendre en provinciales après un an tandis que son rival se maintient, prenant la place de premier club de la ville.
Le club monte une nouvelle fois en Promotion en 1983 et y reste trois saisons, à chaque fois dans la même série que le Lorrain. Après avoir assuré son maintien après un test-match contre l'Union momalloise en 1985, la Jeunesse est relégué un an plus tard. La saison 1985-1986 est la dernière durant laquelle ont lieu les derbies arlonais en nationale.

### Fin de l'Histoire
Le club dispute encore deux saisons en Promotion, en 1988-1989 et en 1998-1999, mais il est à chaque fois relégué directement. Le club vivote encore dix ans dans les séries provinciales luxembourgeoises, et en 2010, les dirigeants du club annoncent leur intention d'arrêter ses activités pour la fin de la saison. Une fusion a lieu avec le Lorrain, qui aboutit à la création de l'actuel Football Club Jeunesse lorraine arlonaise. Le club fusionné conserve le matricule 7763 du Lorrain, le 143 de la Jeunesse étant radié des listes de la Fédération. Avec cette fusion, c'est le plus ancien club encore existant de la province de Luxembourg qui disparaît après 92 ans d'histoire, et 48 saisons disputées dans les divisions nationales belges.

## Résultats séries nationales
Statistiques clôturées, club disparu

### Palmarès
- 1 fois champion de Belgique de Promotion en 1956

### Bilan
| Niv | Divisions     | Jouées | Titres | TM Up | TM Down |
| --- | ------------- | ------ | ------ | ----- | ------- |
| I   | 1re nationale | 0      | 0      |       |         |
| II  | 2e nationale  | 1      | 0      |       |         |
| III | 3e nationale  | 25     | 0      |       |         |
| IV  | 4e nationale  | 22     | 1      |       | 1       |
| V   | 5e nationale  | 0      | 0      |       |         |
|     |               |        |        |       |         |
|     | TOTAUX        | 48     | 1      | 0     | 1       |

- TM Up : test-match pour départager des égalités, ou toutes formes de Barrages ou de Tour final pour une montée éventuelle.
- TM Down : test-match pour départager des égalités, ou toutes formes de Barrages ou de Tour final pour le maintien.

### Classements saison par saison
| Ordre               | Saison  | Nom du club                                            | Niveau                                                 | Classement final                                       | Remarques                                              |
| ------------------- | ------- | ------------------------------------------------------ | ------------------------------------------------------ | ------------------------------------------------------ | ------------------------------------------------------ |
| 1                   | 1924-25 | Jeunesse arlonaise                                     | Promotion (D2) série B                                 | 14e/14                                                 | Relégué!                                               |
| séries régionales   |         |                                                        |                                                        |                                                        |                                                        |
| 2                   | 1926-27 | Jeunesse arlonaise                                     | Promotion (D3) série C                                 | 10e/14                                                 |                                                        |
| 3                   | 1927-28 | Jeunesse arlonaise                                     | Promotion (D3) série B                                 | 11e/14                                                 |                                                        |
| 4                   | 1928-29 | Jeunesse arlonaise                                     | Promotion (D3) série B                                 | 12e/14                                                 | Relégué!                                               |
| séries régionales   |         |                                                        |                                                        |                                                        |                                                        |
| 5                   | 1930-31 | Jeunesse arlonaise                                     | Promotion (D3) série B                                 | 9e/14                                                  |                                                        |
| 6                   | 1931-32 | Jeunesse arlonaise                                     | Promotion (D3) série C                                 | 8e/14                                                  |                                                        |
| 7                   | 1932-33 | Jeunesse arlonaise                                     | Promotion (D3) série C                                 | 12e/14                                                 | Relégué!                                               |
| séries régionales   |         |                                                        |                                                        |                                                        |                                                        |
| 8                   | 1934-35 | Jeunesse arlonaise                                     | Promotion (D3) série C                                 | 7e/14                                                  |                                                        |
| 9                   | 1935-36 | Jeunesse arlonaise                                     | Promotion (D3) série A                                 | 3e/14                                                  | [ saisons 1 ]                                          |
| 10                  | 1936-37 | Jeunesse arlonaise                                     | Promotion (D3) série A                                 | 2e/14                                                  | [ saisons 2 ]                                          |
| 11                  | 1937-38 | Jeunesse arlonaise                                     | Promotion (D3) série C                                 | 7e/14                                                  |                                                        |
| 12                  | 1938-39 | Jeunesse arlonaise                                     | Promotion (D3) série A                                 | 6e/14                                                  |                                                        |
|                     | 1939-40 | Compétitions arrêtées                                  | Compétitions arrêtées                                  | Compétitions arrêtées                                  | Compétitions arrêtées                                  |
|                     | 1940-41 | Compétitions régionales                                | Compétitions régionales                                | Compétitions régionales                                | Compétitions régionales                                |
| 13                  | 1941-42 | Jeunesse arlonaise                                     | Promotion (D3) série C                                 | 8e/13                                                  |                                                        |
| 14                  | 1942-43 | Jeunesse arlonaise                                     | Promotion (D3) série A                                 | 12e/13                                                 | Relégué!                                               |
| séries régionales   |         |                                                        |                                                        |                                                        |                                                        |
| 15                  | 1945-46 | Jeunesse arlonaise                                     | Promotion (D3) série D                                 | 8e/18                                                  | [ saisons 3 ]                                          |
| 16                  | 1946-47 | Jeunesse arlonaise                                     | Promotion (D3) série C                                 | 9e/17                                                  |                                                        |
| 17                  | 1947-48 | Jeunesse arlonaise                                     | Promotion (D3) série B                                 | 14e/16                                                 | Relégué!                                               |
| séries provinciales |         |                                                        |                                                        |                                                        |                                                        |
| 18                  | 1949-50 | Jeunesse arlonaise                                     | Promotion (D3) série C                                 | 15e/16                                                 | Relégué!                                               |
| séries provinciales |         |                                                        |                                                        |                                                        |                                                        |
| 19                  | 1951-52 | R. Jeunesse arlonaise                                  | Promotion (D3) série A                                 | 8e/16                                                  | Relégué en Promotion!                                  |
| 20                  | 1952-53 | R. Jeunesse arlonaise                                  | Promotion série B                                      | 2e/16                                                  | [ saisons 5 ]                                          |
| 21                  | 1953-54 | R. Jeunesse arlonaise                                  | Promotion série A                                      | 9e/16                                                  |                                                        |
| 22                  | 1954-55 | R. Jeunesse arlonaise                                  | Promotion série D                                      | 10e/16                                                 |                                                        |
| 23                  | 1955-56 | R. Jeunesse arlonaise                                  | Promotion série C                                      | 1er/16                                                 | Champion et promu!                                     |
| 24                  | 1956-57 | R. Jeunesse arlonaise                                  | Division 3 série A                                     | 7e/16                                                  |                                                        |
| 25                  | 1957-58 | R. Jeunesse arlonaise                                  | Division 3 série B                                     | 13e/16                                                 |                                                        |
| 26                  | 1958-59 | R. Jeunesse arlonaise                                  | Division 3 série A                                     | 9e/16                                                  |                                                        |
| 27                  | 1959-60 | R. Jeunesse arlonaise                                  | Division 3 série B                                     | 11e/16                                                 |                                                        |
| 28                  | 1960-61 | R. Jeunesse arlonaise                                  | Division 3 série B                                     | 9e/16                                                  |                                                        |
| 29                  | 1961-62 | R. Jeunesse arlonaise                                  | Division 3 série B                                     | 10e/16                                                 |                                                        |
| 30                  | 1962-63 | R. Jeunesse arlonaise                                  | Division 3 série B                                     | 15e/16                                                 | Relégué!                                               |
| 31                  | 1963-64 | R. Jeunesse arlonaise                                  | Promotion série D                                      | 10e/16                                                 |                                                        |
| 32                  | 1964-65 | R. Jeunesse arlonaise                                  | Promotion série A                                      | 7e/16                                                  |                                                        |
| 33                  | 1965-66 | R. Jeunesse arlonaise                                  | Promotion série A                                      | 10e/16                                                 |                                                        |
| 34                  | 1966-67 | R. Jeunesse arlonaise                                  | Promotion série D                                      | 9e/16                                                  |                                                        |
| 35                  | 1967-68 | R. Jeunesse arlonaise                                  | Promotion série C                                      | 7e/16                                                  |                                                        |
| 36                  | 1968-69 | R. Jeunesse arlonaise                                  | Promotion série D                                      | 9e/16                                                  |                                                        |
| 37                  | 1969-70 | R. Jeunesse arlonaise                                  | Promotion série A                                      | 9e/16                                                  |                                                        |
| 38                  | 1970-71 | R. Jeunesse arlonaise                                  | Promotion série A                                      | 6e/16                                                  |                                                        |
| 39                  | 1971-72 | R. Jeunesse arlonaise                                  | Promotion série B                                      | 14e/16                                                 | Relégué!                                               |
| séries provinciales |         |                                                        |                                                        |                                                        |                                                        |
| 40                  | 1972-73 | R. Jeunesse arlonaise                                  | Promotion série A                                      | 11e/16                                                 |                                                        |
| 41                  | 1973-74 | R. Jeunesse arlonaise                                  | Promotion série D                                      | 10e/16                                                 |                                                        |
| 42                  | 1974-75 | R. Jeunesse arlonaise                                  | Promotion série D                                      | 14e/16                                                 | Relégué!                                               |
| séries provinciales |         |                                                        |                                                        |                                                        |                                                        |
| 43                  | 1978-79 | R. Jeunesse arlonaise                                  | Promotion série D                                      | 16e/16                                                 | Relégué!                                               |
| séries provinciales |         |                                                        |                                                        |                                                        |                                                        |
| 44                  | 1983-84 | R. Jeunesse arlonaise                                  | Promotion série D                                      | 9e/16                                                  |                                                        |
| 45                  | 1984-85 | R. Jeunesse arlonaise                                  | Promotion série D                                      | 13e/16                                                 | Test-match                                             |
| 46                  | 1985-86 | R. Jeunesse arlonaise                                  | Promotion série D                                      | 14e/16                                                 | Relégué!                                               |
| séries provinciales |         |                                                        |                                                        |                                                        |                                                        |
| 47                  | 1988-89 | R. Jeunesse arlonaise                                  | Promotion série D                                      | 16e/16                                                 | Relégué!                                               |
| séries provinciales |         |                                                        |                                                        |                                                        |                                                        |
| 48                  | 1998-99 | R. Jeunesse arlonaise                                  | Promotion série D                                      | 14e/16                                                 | Relégué!                                               |
| séries provinciales |         |                                                        |                                                        |                                                        |                                                        |
| X                   | 2010    | Fusion avec FC Le Lorrain, le matricule 143 est radié. | Fusion avec FC Le Lorrain, le matricule 143 est radié. | Fusion avec FC Le Lorrain, le matricule 143 est radié. | Fusion avec FC Le Lorrain, le matricule 143 est radié. |

## Section féminine
En 1971, le club ouvre une section féminine, et l'inscrit au championnat de Belgique officiel créé la même année. Après la fusion avec le Lorrain, l'équipe féminine se sépare du reste du club et s'affilie à l'Union belge sous le nom de FCJ lorraine arlonaise Femina, ce qui lui permet de rester en Division 3.